# Klonale deletie
Klonale deletie (Engels: clonal deletion) is een begrip in de immunologie, dat verwijst naar het selectief verwijderen van T-lymfocyten en B-lymfocyten die reactief zijn tegen het eigen lichaam. Tijdens de ontwikkeling van T-cellen en B-cellen, ontstaan er antigeenreceptoren die kunnen binden aan de lichaamseigen bestanddelen (de auto-antigenen). Zo'n specificiteit tegen het eigen lichaam is ongewenst en zelfs gevaarlijk, omdat het aanleiding kan geven tot een auto-immuunziekte. Zelfreactieve lymfocyten worden in de centrale lymfoïde organen (het beenmerg en de thymus) weggeselecteerd via apoptose. Omdat er sprake is van verwijdering van ongewenste immuuncellen, wordt het proces ook wel negatieve selectie genoemd. Klonale deletie is een belangrijke vorm van centrale tolerantie.

## Klonale deletie van B-cellen
Tijdens de ontwikkeling van B-lymfocyten in het beenmerg vinden er genetische recombinaties plaats die zorgen voor een grote diversiteit aan immunoglobulinen (B-celreceptoren). Omdat het herschikkingsproces willekeurig is, ontstaan er zowel B-celreceptoren die kunnen binden aan de lichaamseigen eiwitten als receptoren die kunnen binden aan lichaamsvreemde eiwitten. Wanneer een onrijpe B-lymfocyt met relatief hoge affiniteit aan een lichaamseigen antigeen (auto-antigeen) bindt, zal deze zelfreactieve B-cel doodgaan door apoptose. Naast klonale deletie bestaat er nog een ander tolerantiemechanisme in de vroege ontwikkelingsfase. Sommige B-cellen kunnen namelijk hun receptorspecificiteit veranderen (receptor editing), doordat de interactie tussen een onrijpe B-cel met auto-antigeen leidt tot reactivatie van RAG-genen. De lichte ketens van de immunoglobuline worden hierbij omgevormd, en kunnen zo de zelfreactiviteit verliezen.
Ondanks dat slechts een paar procent van de onrijpe B-cellen de strenge selectiemechanismen overleven en het beenmerg verlaten, is klonale deletie niet helemaal waterdicht. Er kunnen altijd wat zelfreactieve B-cellen het beenmerg verlaten en in de perifere lymfoïde organen terechtkomen. Dergelijke B-cellen worden vaak op deze plekken in het lichaam nog onderdrukt door de werking van regulatoire T-cellen.

## Klonale deletie van T-cellen
Klonale deletie van T-cellen vindt plaats in de thymus, een orgaan dat uit twee zones bestaat: de cortex en de medulla. In de cortex ondergaan T-cellen positieve selectie. Hier wordt getest of ze in staat zijn MHC-eiwitten (MHC-klasse I of II) te herkennen. Dat zijn de eiwitcomplexen waarop andere cellen antigenen aan hun buitenkant presenteren aan T-cellen. T-cellen die geen interactie aangaan met MHC, gaan dood door apoptose (death by neglect). T-cellen die een zwakke tot matige interactie vertonen, overleven en ontwikkelen zich verder.
Na deze selectie migreren de T-cellen naar de medulla, waar negatieve selectie plaatsvindt. Hier presenteren onder andere dendritische cellen lichaamseigen antigenen via MHC-I en MHC-II. De transcriptiefactor AIRE speelt hierbij een belangrijke rol door een breed scala aan lichaamseigen eiwitten tot expressie te brengen: zo kan er tolerantie ontstaan voor alle weefsels van het lichaam. T-cellen die te sterk binden aan deze lichaamseigen antigenen worden weggeselecteerd via apoptose, zodat auto-immuniteit wordt voorkomen. Een klein deel van deze autoreactieve T-cellen differentieert in regulatoire T-cellen (Tregs), die helpen om het immuunsysteem in balans te houden.
De T-cellen die zowel MHC kunnen herkennen als niet sterk reageren op lichaamseigen antigenen, kunnen zich verder ontwikkelen en de thymus verlaten als functionele T-cellen. Deze overgebleven T-cellen worden naïeve, rijpe T-cellen genoemd. Ze verspreiden zich door de circulatie en kunnen bijdragen aan de verworven afweer.